# Station Głuszyno Pomorskie
Station Głuszyno Pomorskie is een spoorwegstation in de Poolse plaats Głuszyno.